# Avelino Teixeira da Mota
Avelino Teixeira da Mota (Lisboa, São José, 22 de Setembro de 1920 — Lisboa, 10 de Abril de 1982), foi um distinto oficial da Marinha de Guerra Portuguesa, historiador e político. Foi figura marcante da historiografia e, de uma forma geral, da cultura portuguesa do século XX.

## Biografia

### Primeiros anos e educação
Avelino Teixeira da Mota nasceu na cidade de Lisboa em 22 de Setembro de 1920, filho de Avelino da Mota e de Isaura Teixeira.
Iniciou os seus estudos na Escola Primária Oficial N.º 44, concluindo o ensino secundário no Liceu Passos Manuel em 1938. Nesse mesmo ano entra para a Faculdade de Ciências da Universidade de Lisboa, para frequentar as disciplinas necessárias à admissão na Escola Naval (Álgebra, Física, Química e Desenho), cadeiras em que foi aprovado em Julho de 1939. Entrou na Escola Naval em 15 de Setembro de 1939, onde concluiu o curso em 1943.

### Carreira militar e política
Integrou-se na Marinha em 16 de Setembro de 1943, com posto de Segundo Tenente. Entre 1945 e 1947, serviu na Guiné Portuguesa com o governador Sarmento Rodrigues, e entre 1948 e 1957 fez parte da Missão Geo-Hidrográfica da Guiné. Em 1953, por ordem do Ministério dos Negócios Estrangeiros, inicia o inventário e reprodução fotográfica da cartografia antiga portuguesa dos territórios ultramarinos. Em 1958, passou a dirigir a Secção de Lisboa do Agrupamento de Estudos de Cartografia Antiga da Junta de Investigações do Ultramar. Em 1964, servia como Vogal do Conselho Ultramarino, e entre 1959 e 1964 leccionou na Escola Naval, continuando depois, entre 1965 e 1969, a carreira docentes como professor da Faculdade de Letras da Universidade de Lisboa, onde leccionou História da Expansão Portuguesa.
Em 1970 e 1971, exerceu como chefe do estado-maior do Comando Naval de Angola. Em 1976, passou à reserva, possuindo nessa altura o posto de presidente do Tribunal da Marinha. Atingiu o posto de contra-almirante. Também exerceu como deputado pela Guiné, entre 1957 e 1961.
Pertenceu a várias instituições nacionais e estrangeiras, destacando-se a sua nomeação como membro da Academia Portuguesa de História em 1954, e como sócio na Academia das Ciências de Lisboa em 1959.
Publicou, em conjunto com Armando Cortesão, as obras Portugaliae Monumenta Cartographica e Tabularum Grographicarum Lusitanorum Specimen, ambas em 1960.

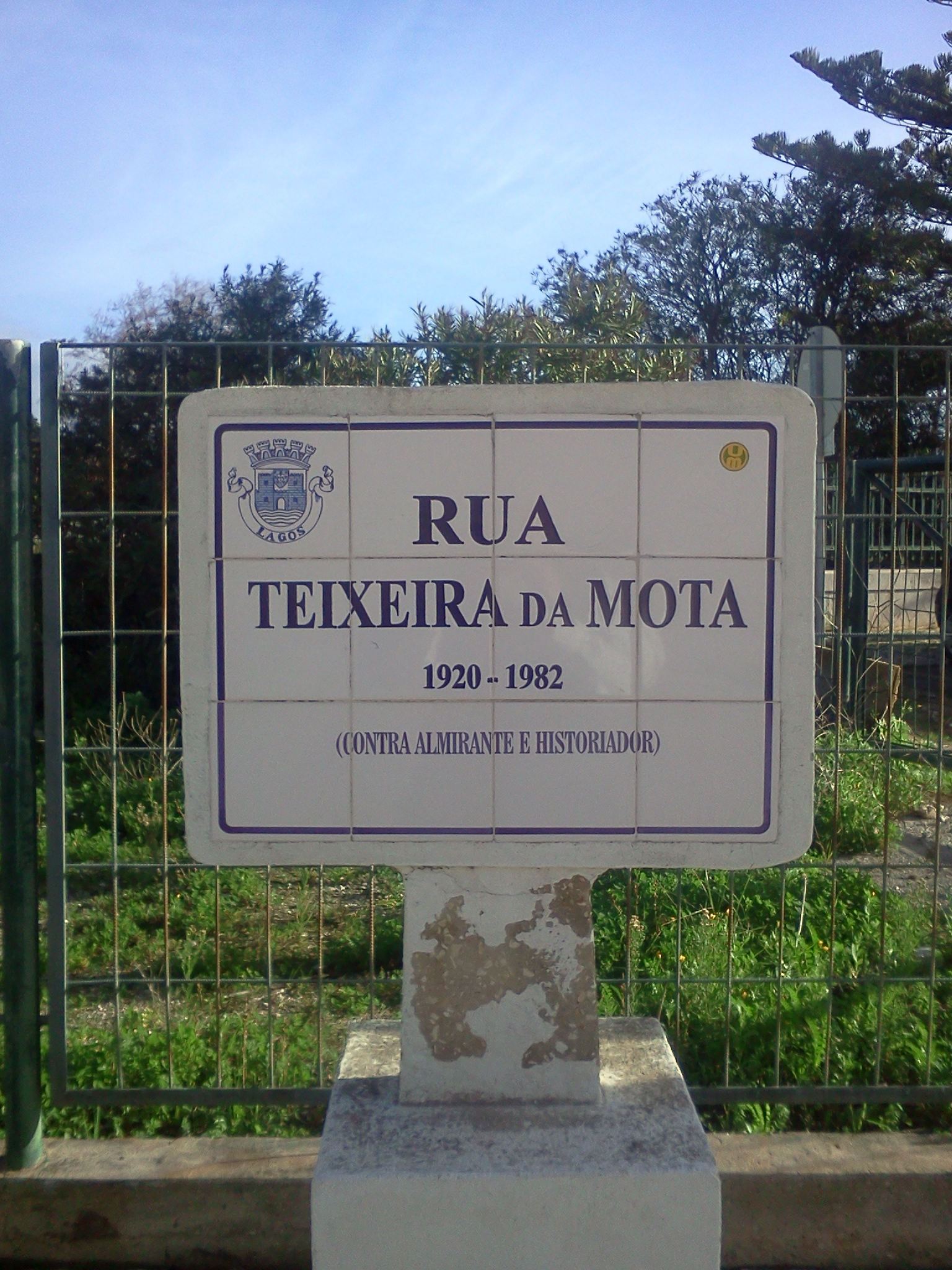
Placa toponímica da Rua Teixeira da Mota, na cidade de Lagos.

## Homenagens
Em 3 de Março de 2004, o nome de Teixeira da Mota foi colocado numa rua em Lagos. O seu nome também foi colocado numa avenida na zona de Chelas, em Lisboa.

## Obras publicadas
- Inquérito etnográfico organizado pelo governo da colónia no ano de 1946 (1947)
- Dom João de Castro, navegador e hidrógrafo (1949)
- Fernão Vaz: explorador ignorado do Golfo da Guiné (1950)
- Topónimos de Origem Portuguesa na Costa Ocidental de África desde o Cabo Bojador ao Cabo de Santa Catarina (1950)
- Contactos culturais luso-africanos na "Guiné do Cabo Verde" (1951)
- Guiné Portuguesa (1954)
- Cinco séculos de cartografia das Ilhas de Cabo Verde (1961)
- A Cartografia Antiga da África Central e a Travessia entre Angola e Moçambique 1500-1860 (1964)
- O cosmógrafo Bartolomeu Velho em Espanha (1966)
- Evolução dos roteiros portugueses durante o século XVI (1969)
- D. João Bemoim e a expedição portuguesa ao Senegal em 1489 (1971)
- A África ocidental em Os Lusíadas (1972)
- Duarte Coelho, capitão-mor de Armadas no Atlântico (1531-1535) (1972)
- Reflexos do Tratado de Tordesilhas na Cartografia Náutica do Século XVI (1973)
- A África no planisfério português anónimo "Cantino": 1502 (1977)
- Acerca de algumas recentes reuniões internacionais de interesse para a História Marítima (1977)
- Bartolomeu Dias: Descobridor do Cabo de Boa-Esperança (1988)